# Реал Уніон
 Реал Уніон (ісп. Real Unión Club de Irun) — іспанський футбольний клуб з міста Ірун (провінція Гіпускоа).

## Історія

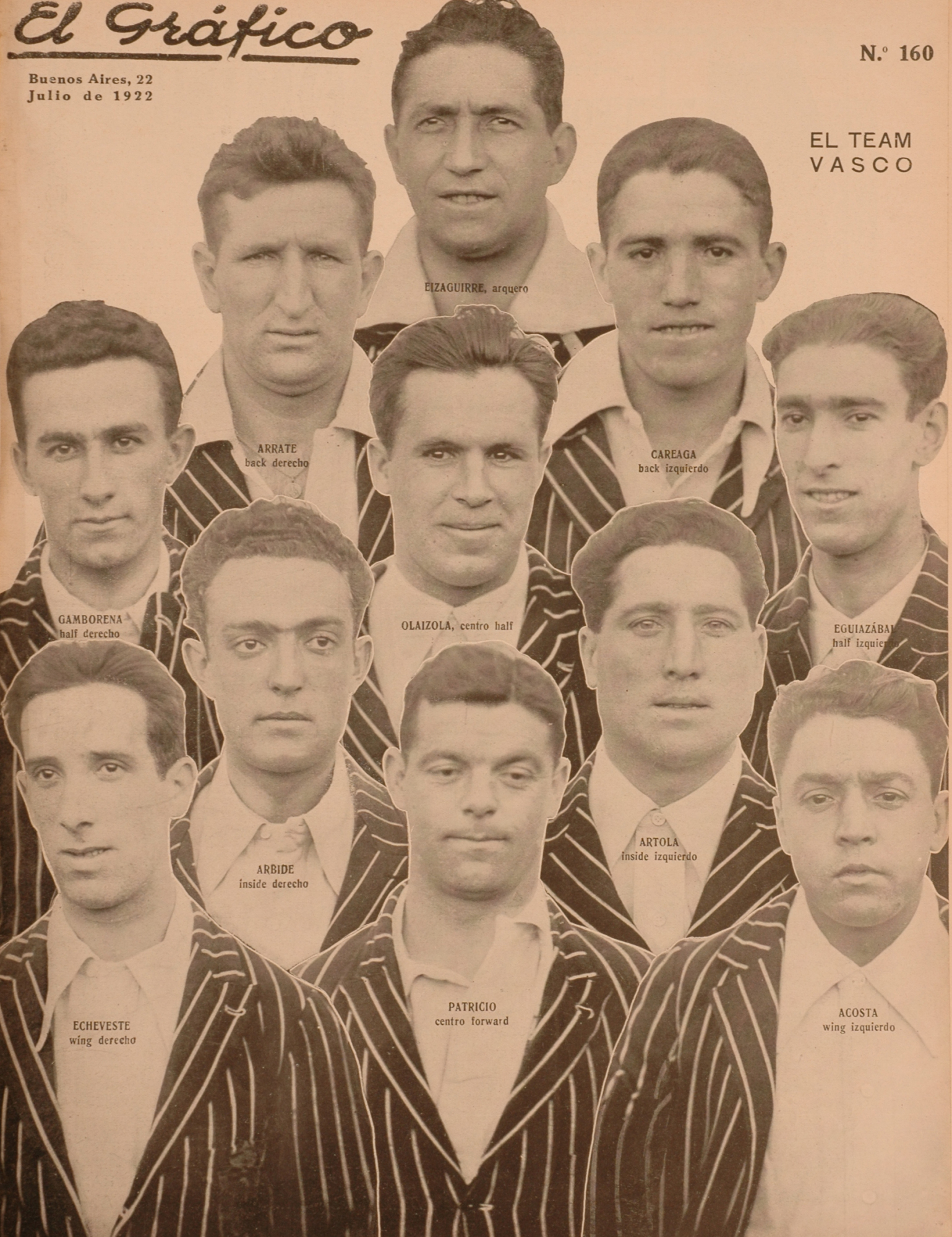
Обкладинка журналу «Ель Графіко» (від 22 липня 1922 року).

1915 року об'єдналися «Спортивний клуб» і «Расінг Ірун» (володар кубка Іспанії 1913 року). Новоутворена команда отримала назву «Реал Уніон».
Один з основоположників загальноіспанської професіональної ліги. Всього в Прімері виступав впродовж перших чотирьох сезонів (1929—1932).

## Досягнення
- Володар кубка Іспанії (4): 1913, 1918, 1924, 1927
- Фіналіст кубка Іспанії (1): 1922

## Статистика
В Прімері «Реал Уніон» провів чотири сезони:
| Сезон   | І  | В  | Н  | П  | ЗМ  | ПМ  | РМ  | О  | Місце |
| ------- | -- | -- | -- | -- | --- | --- | --- | -- | ----- |
| 1929    | 18 | 5  | 2  | 11 | 40  | 42  | -2  | 12 | 9     |
| 1929/30 | 18 | 6  | 5  | 7  | 48  | 52  | -4  | 17 | 6     |
| 1930/31 | 18 | 6  | 4  | 8  | 41  | 45  | -4  | 16 | 7     |
| 1931/32 | 18 | 4  | 3  | 11 | 24  | 45  | -21 | 11 | 10    |
| Усього  | 72 | 21 | 14 | 37 | 153 | 184 | -31 | 56 | —     |

Рекордсмени клубу за кількістю проведених ігор в елітній лізі іспанського футболу:
| М  | Гравець             | Ігри |
|    |                     |      |
| 1. | Антоніо Емері       | — 66 |
| 2. | Франсіско Гамборена | — 64 |
| 3. | Мануель Альса       | — 58 |
| 4. | Хайме Мансісідор    | — 57 |
| 5. | Луїс Регейро        | — 53 |
| 6. | Сантьяго Уртісбереа | — 52 |

| М   | Гравець             | Голи |
|     |                     |      |
| 7.  | Рене Петі           | — 48 |
| 8.  | Анастасіо Майя      | — 45 |
| 9.  | Педро Регейро       | — 39 |
| 10. | Емеліано Гармендія  | — 35 |
| 11. | Мануель Сагарсасу   | — 34 |
| 12. | Альберто Вільяверде | — 33 |

Найкращі бомбардири загалом і в кожному сезоні Прімери:
| М  | Гравець               | Голи |
|    |                       |      |
| 1. | Сантьяго Уртісбереа   | — 48 |
| 2. | Луїс Регейро          | — 36 |
| 3. | Хуліо Антоніо Елісегі | — 12 |
|    | Емеліано Гармендія    | — 12 |
| 5. | Рене Петі             | — 10 |

| Сезон | Гравець                          | Голи |
|       |                                  |      |
| 1929  | Сантьяго Уртісбереа Луїс Регейро | — 11 |
| 1930  | Сантьяго Уртісбереа              | — 18 |
| 1931  | Сантьяго Уртісбереа              | — 15 |
| 1932  | Хуліо Антоніо Елісегі            | — 10 |

Список гравців команди, які брали участь у переможних фіналах кубка Іспанії:
- Аєстаран
- Мануель Карраско (2)
- Арокена
- Боада
- Ісагірре
- Родрігес
- Ечарт
- Сан Бартоломе
- Іньярра
- Патрісіо Араболаса (2)
- Ретегі
- Ігнасіо Араболаса
- Домінго Мугуруса
- Хосе Мугіса
- Рамон Емері
- Рене Петі (3)
- Рамон Егісабаль (2)
- Хосе Ангосо
- Хуан Легаррета[en]
- Агустін Амантегі
- Еліас Акаста
- Антоніо Емері «Емері II»
- Мануель Анатоль
- Ігнасіо Бергес (2)
- Франсіско Гамборена (2)
- Хосе Ечевесте (2)
- Хоакін Васкес
- Хуан Ерраскін
- Матіас Агінага
- Рамон Асурса
- Мануель Альса
- Педро Регейро
- Альберто Вільяверде
- Мануель Сагарсасу
- Луїс Регейро
- Еміліо Гармендія

У переможному кубку 1924 року команду очолював легендарний англійський форвард Стів Блумер.

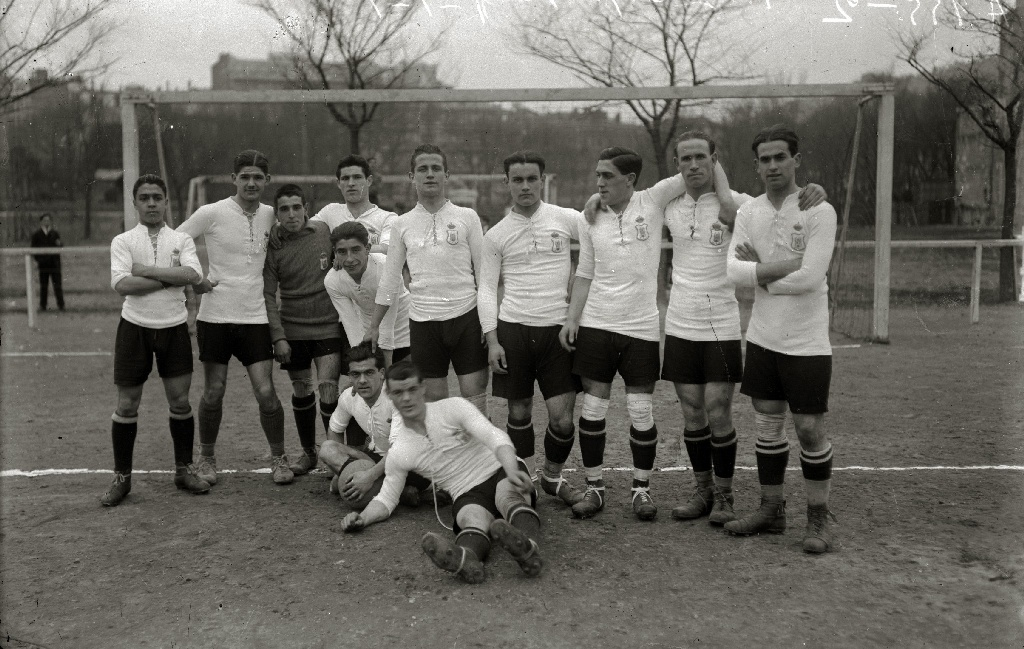
Перед грою з «Реал Сосьєдадом» (1916)

У складі збірної Іспанії виступали дев'ять гравців команди:
| М  | Гравець               | Ігри (голи) |
|    |                       |             |
| 1. | Франсіско Гамборена   | — 20        |
| 2. | Луїс Регейро          | — 8 (4)     |
| 3. | Хуан Ерраскін         | — 6 (6)     |
| 4. | Патрісіо Араболаса    | — 5 (1)     |
| 5. | Хуліо Антоніо Елісегі | — 4 (6)     |
| 6. | Хосе Ечевесте         | — 4         |
| 7. | Рамон Егісабаль       | — 3         |
| 8. | Мануель Сагарсасу     | — 2         |
| 9. | Педро Регейро         | — 1         |